# Денисевич, Николай Юлианович
Николай Юлианович Денисевич (1893—1965) — советский военачальник, начальник Училища морской пехоты, кандидат военно-морских наук, доцент, генерал-майор генерал-майор береговой службы (21 мая 1941 года). Кавалер одного ордена Красного Знамени РСФСР и чётырёх орденов Красного Знамени СССР. Участник четырёх войн, один из организаторов частей морской пехоты в СССР.

## Биография
Родился 23 февраля (7 марта по новому стилю) 1893 года в Намангане, Российская империя, ныне Узбекистан.
С 1913 года на военной службе. Участник 1-й Мировой войны, командир батальона. Имел боевые награды, которые в 1921 закопал в окрестностях Петергофа. Участник Гражданской войны, командир 166-го стрелкового полка, в 1921 году участвовал в подавлении Кронштадтского мятежа. Участник советско-финской войны, вместе с батальонным комиссаром В. М. Гришановым командовал береговым отрядом сопровождения, который прикрывал со стороны Финского залива фланг и тыл советских войск, наступавших на Карельском перешейке.
В Великой Отечественной войне с первых дней, участник обороны Ленинграда, был командиром Лужского сектора в составе Кронштадтского укреплённого района. Под его началом находились два береговых артиллерийских дивизиона, 2-я бригада морской пехоты, гарнизоны островов Сескар и Лавенсари, стрелковый и железнодорожный батальоны, три железнодорожные батареи, выведенные из-под Таллина, и несколько подразделений специального назначения. Кроме того, ему был придан бронепоезд "Балтиец", два морских бронекатера и канонерские лодки "Красное знамя" и "Волга"; с этими силами комендант сектора должен был держать оборону против десантов и обстрелов с моря, а также содействовать сухопутным войскам в защите лужской укреплённой позиции.
В 1945—1947 годах возглавлял Училище морской пехоты в Выборге, в 1947—1948 годах был заместителем начальника кафедры тактики береговой артиллерии и тактики морской пехоты, в 1948—1950 годах руководителем дисциплины морской пехоты в Военно-морской академии имени К. Е. Ворошилова. С октября 1951 по ноябрь 1955 года начальник факультета береговой обороны Военно-морской академии.
С мая 1955 года — в запасе, умер 9 мая 1965 года в Ленинграде. Похоронен на Богословском кладбище, некролог опубликован в газете «Красная звезда» 13 мая 1965.

### Звания
- поручик
- генерал-майор береговой службы (21 мая 1941)[5].

### Награды
- орден Ленина (1945);
- пять орденов Красного Знамени (1922, 1940, 1944 — два, 1947);
- медали;
- именной кортик (1953).

## Публикации
Являлся автором трудов «Организация и боевая служба морской пехоты», «Сухопутная оборона Моонзундского архипелага в 1917 году», «Краткий курс тактики береговой обороны», «Сухопутная оборона военно-морских баз на опыте Великой Отечественной войны».